# جاكي كولينز
جاكي كولينز (بالإنجليزية: Jackie Collins)‏ ‏(4 أكتوبر 1937 - 19 سبتمبر 2015) هي روائية رومنسية بريطانية أمريكية. ولدت في بريطانيا ثم انتقلت للعيش في لوس انجلوس في ستينات القرن العشرون. ثم أصبحت مواطنة أمريكية وقضت مُعظم حياتها المهنية هُناك. وكتبت 32 رواية، والتي ظهرت على قائمة نيويورك تايمز لأكثر الكتب مبيعا. وقد باعت أكثر من 500 مليون نسخة لها وتُرجمت إلى 40 لغة. ثمانية من رواياتها تم تحويلها للعرض على الشاشة، إما أفلام أو التلفزيون المصغرة سلسلة. شقيقتها الكبرى هي الممثلة جوان كولينز.

## بداية حياتها
ولدت كولينز عام 1937، في هامبستيد، لندن، وهي الابنة الصغرى لإلسا كولينز (بيسانت قبل الزواج) والتي توفيت عام 1962، وجوزيف ويليام كولينز (توفي عام 1988)، وهو وكيل مسرحي ضمّت قائمة عملائه فيما بعد كلًا من شيرلي باسي، والبيتلز، وتوم جونز.
كان والد كولينز المولود في جنوب أفريقيا يهوديًا، وكانت والدتها البريطانية إنجيلية. كانت كولينز الابنة الوسطى، ولديها أخت كبيرة هي جوان كولينز (ممثلة ومؤلفة)، وأخ أصغر، بيل (الذي أصبح وكيل عقارات). 
التحقت كولينز بمدرسة فرانسيس هولاند، وهي مدرسة نهارية مستقلة للبنات في لندن، وطُردت عندما كان عمرها 15 عامًا. خلال هذه الفترة، ورد أنها كانت على علاقة قصيرة مع مارلون براندو البالغ من العمر 29 عامًا. 

## بداية مهنتها
في خمسينيات القرن العشرين بدأت تظهر في أدوار تمثيلية في سلسلة من الأفلام البريطانية من الدرجة الثانية. أرسلها والداها بعد ذلك إلى لوس أنجلوس لتعيش مع أختها الكبرى جوان، الممثلة الهوليوودية. هناك، حاولت كولينز التمثيل في أدوار صغيرة في الأفلام البريطانية منخفضة الميزانية، من ضمنها بارنيكل بيل (1957)، وروك يو سينيرز (1957)، وذا سيفكراكر (1958)، وإنتينت تو كيل (1958)، وباسبورت تو شيم (1958)، وذا شيكداون (1960)، وفي هذا الفيلم ظهر اسمها كـ «لين كورتيس» ضمن طاقم الممثلين. بعد ظهور صغير في مسلسلات تلفزيونية مثل دينجر مان وذا ساينت، تخلت كولينز عن مهنة التمثيل، على الرغم من أنها أدت لاحقًا دورًا لفترة وجيزة في المسلسل التلفزيوني ميندر في عام 1980.
في عمر الثامنة عشرة، عادت كولينز إلى إنجلترا وبدأت في التركيز على الكتابة. أصبح كتابها الأول، العالم مليء بالرجال المتزوجين (1968) من الكتب الأكثر مبيعًا. بعد أربعة عقود، اعترفت بأنها عندما كانت في الخامسة عشرة من عمرها «تركت المدرسة» وكانت «جانحة صغيرة السن»: «أنا سعيدة لأنني تجاوزت كل ذلك في سن مبكرة»، مضيفة أنها «لم تتظاهر قط بأنها كاتبة أدبية». 

## مهنتها في الكتابة

### في ستينيات القرن العشرين
بدأت كولينز بكتابة العديد من الأعمال الخيالية لكنها تخلت عنها، ولم تكمل روايتها الأولى إلا بعد أن أقنعها زوجها الثاني أوسكار ليرمان بذلك. فقد قال لها «أنت راوية قصص». بعد نشر الرواية، وصفت الروائية الرومانسية باربرا كارتلاند الكتاب بأنه «قذر ووسخ ومثير للاشمئزاز»، واتهمت كولينز «بخلق كل شخص منحرف في بريطانيا». حُظر الكتاب في أستراليا وجنوب أفريقيا، لكن الفضيحة عززت المبيعات في الولايات المتحدة والمملكة المتحدة. 
نُشرت روايتها الثانية الفحل في عام 1969. وانضمت أيضًا إلى قائمة أفضل الكتب مبيعًا. 

## حياتها
ولدت كولينز في هامبستيد في لندن.

## روابط خارجية
- جاكي كولينز على موقع IMDb (الإنجليزية)
- جاكي كولينز على موقع الموسوعة البريطانية (الإنجليزية)
- جاكي كولينز على موقع إن إن دي بي (الإنجليزية)
- جاكي كولينز على موقع قاعدة بيانات الفيلم (الإنجليزية)